# تپه خرده سرآب ۱
تپه خرده سرآب ۱ مربوط به عصر مس و سنگ - دوره سلجوقیان است و در شهرستان کرمانشاه، بخش مرکزی، دهستان میان دربند، ۵۰۰ متری غرب روستای نظام‌آباد واقع شده و این اثر در تاریخ ۱۵ دی ۱۳۸۷ با شمارهٔ ثبت ۲۴۱۵۵ به‌عنوان یکی از آثار ملی ایران به ثبت رسیده است.